# Bur (Olenjok)
Der Bur (russisch Бур; jakutisch Буур, Buur; russisch auch Пур, Pur) ist ein 501 km langer linker Nebenfluss des Olenjok in der Republik Sacha (Jakutien) in Russland.
Der Bur entspringt etwa 350 km Luftlinie nordöstlich des Dorfes Olenjok im hügeligen östlichen Zentralteil des Nordsibirischen Tieflands und durchfließt dessen Waldtundra- und Tundralandschaft zunächst kurz in nördlicher, dann wechselnd in insgesamt nordöstlicher und östlicher Richtung. Dabei mäandrierend er auf den meisten Abschnitten stark. Er mündet schließlich etwa 180 km westlich von Tiksi in den Olenjok.
Das Einzugsgebiet des Flusses umfasst 13.900 km². Die bedeutendsten Nebenflüsse sind von links Dalbar (Länge 107 km), Ary-Ongorbut (191 km), Kyra-Chos-Tjorjuttjach (137 km) und Nojuo (105 km) sowie von rechts der Kjuntjukeljach (93 km). Von Anfang Oktober bis Mai friert der Bur zu.
Der Bur durchfließt ein seenreiches, zumeist sumpfiges und äußerst dünn besiedeltes Gebiet ohne jegliche Infrastruktur nördlich des Polarkreises. Es gehört zum Territorium der Ulusse Olenjok und Bulun. Am Fluss gibt es keine Ortschaften.